# Double dummy whist
Double dummy whist, även kallat träkarl på tu man hand, är ett kortspel av whist-typ för två spelare. 
I given delas korten ut till fyra händer: förutom de två deltagarna även två tänkta spelare, kallade träkarlar. Korten till träkarlarna ligger med framsidan uppåt, vilket innebär att båda spelarna kan räkna ut exakt hur samtliga kort är fördelade. Under spelets gång hanterar spelarna både sina egna kort och de kort som hör till den egna träkarlen. Spelet går ut på att vinna så många stick som möjligt.
Dummy är den engelska benämningen på träkarl.